# İstanbul Başakşehir Futbol Kulübü
El İstanbul Başakşehir, conocido por razones de patrocinio como Rams Başakşehir, es un equipo de fútbol con sede en Estambul, Turquía. Fue fundado en 1990 como un club deportivo municipal y desde 2014 es el equipo representativo del distrito de Başakşehir. Actualmente juega en la Superliga de Turquía, máxima categoría nacional.

## Historia
Los orígenes del Başakşehir se remontan al club deportivo del Consejo Municipal de Estambul (en turco: İstanbul Büyükşehir Belediyesi, IBB), fundado en 1991 para aglutinar los equipos que estaban vinculados a empresas municipales. El año anterior se había producido el ascenso a Segunda División del ISKI SK, perteneciente a la compañía de aguas, de quien tomaron su plaza para debutar en la liga turca. Después de unas primeras temporadas de consolidación, la entidad se asentó en Primera División en la década de 1990.
En la temporada 2006-07, entrenado por Abdullah Avci, logró ascender a la Superliga de Turquía como segundo clasificado. El IBB se mantuvo en la élite durante seis campañas y en 2010-11 llegó hasta la final de la Copa de Turquía, perdida ante el Beşiktaş en los penaltis. Después de que Avci se convirtiese en el seleccionador turco en 2011, las actuaciones del equipo empeoraron y en 2013 se produjo un descenso a Primera División, pero se logró regresar a la máxima categoría al año siguiente.
A pesar de su crecimiento en competición doméstica, el equipo contaba en la década de 2010 con una masa social muy inferior a la de los clubes tradicionales de Estambul —Beşiktaş, Fenerbahçe y Galatasaray— por su condición de equipo municipal. En 2014, coincidiendo con el regreso a la Superliga, fue privatizado a un grupo de empresarios vinculado al Partido de la Justicia y el Desarrollo, del cual forma parte el presidente Recep Tayyip Erdoğan. A partir del 5 de junio de 2014 pasó a llamarse İstanbul Başakşehir, en referencia al distrito de Başakşehir. La nueva denominación concedió con la inauguración del Estadio Fatih Terim, en el que pasó a jugar sus partidos, y de una fuerte inversión económica para renovar la plantilla, que incluyó el regreso de Abdullah Avci al banquillo.
En la temporada 2014-15 el Başakşehir se convirtió en la revelación del torneo con un cuarto puesto, y desde entonces ha competido por alzarse con títulos domésticos. Después de dos subcampeonatos en 2016-17 y 2018-19, los estambulíes contrataron como técnico al exjugador Okan Buruk y se alzaron con la Superliga de 2019-20, la primera de su historia, con un plantel capitaneado por Mahmut Tekdemir y el centrocampista bosnio Edin Višća.
En febrero de 2024 firmó un acuerdo de colaboración con City Football Group.

## Estadio
El estadio donde el Başakşehir disputa sus partidos es el Estadio Fatih Terim. Tiene un aforo de 17.300 localidades y es de titularidad estatal.
El complejo se encuentra a las afueras del distrito de Başakşehir, ubicado en la parte europea de Estambul, y fue erigido por iniciativa del ministerio turco de Juventud y Deportes. El terreno de juego está rodeado por una pista de atletismo. Además cuenta con instalaciones corporativas y tres campos de entrenamiento en el exterior. Debe su nombre al futbolista y entrenador Fatih Terim.
Anteriormente el equipo disputaba sus partidos en el Estadio Olímpico Atatürk.

## Participación en competiciones de la UEFA
| Competicion UEFA | Competicion UEFA        | Competicion UEFA   | Competicion UEFA         | Competicion UEFA | Competicion UEFA | Competicion UEFA |
| Temporada        | Torneo                  | Ronda              | Club                     | Casa             | Visita           | Global           |
| ---------------- | ----------------------- | ------------------ | ------------------------ | ---------------- | ---------------- | ---------------- |
| 2015–16          | Liga Europa             | 3.ª clasificatoria | AZ Alkmaar               | 1-2              | 0-2              | 1-4              |
| 2016-17          | Liga Europa             | 3.ª clasificatoria | Rijeka                   | 0-0              | 2-2              | 2-2 (v)          |
| 2016-17          | Liga Europa             | Playoff            | Shakhtar Donetsk         | 1-2              | 0-2              | 1-4              |
| 2017-18          | Liga de Campeones       | 3.ª clasificatoria | Club Brujas              | 2-0              | 3-3              | 5-3              |
| 2017-18          | Liga de Campeones       | Playoff            | Sevilla FC               | 1-2              | 2-2              | 3-4              |
| 2017-18          | Liga Europa             | Grupo C            | Braga                    | 2-1              | 1-2              | 3.er lugar       |
| 2017-18          | Liga Europa             | Grupo C            | Hoffenheim               | 1-1              | 1-3              | 3.er lugar       |
| 2017-18          | Liga Europa             | Grupo C            | Ludogorets Razgrad       | 0-0              | 2-1              | 3.er lugar       |
| 2018-19          | Liga Europa             | 3.ª clasificatoria | Burnley                  | 0-0              | 0-1              | 0-1 (t.s.)       |
| 2019-20          | Liga de Campeones       | 3.ª clasificatoria | Olympiacos               | 0-1              | 0-2              | 0-3              |
| 2019-20          | Liga Europa             | Grupo J            | Roma                     | 0-3              | 0-4              | 1.er lugar       |
| 2019-20          | Liga Europa             | Grupo J            | Borussia Mönchengladbach | 1-1              | 2-1              | 1.er lugar       |
| 2019-20          | Liga Europa             | Grupo J            | Wolfsberger              | 1-0              | 3-0              | 1.er lugar       |
| 2019-20          | Liga Europa             | Dieciseisavos      | Sporting de Lisboa       | 4-1              | 1-3              | 5-4 (t.s.)       |
| 2019-20          | Liga Europa             | Octavos            | Copenhague               | 1-0              | 0-3              | 1-3              |
| 2020–21          | Liga de Campeones       | Grupo H            | Leipzig                  | 3-4              | 0-2              | 4.to lugar       |
| 2020–21          | Liga de Campeones       | Grupo H            | Paris Saint-Germain      | 0-2              | 1-5              | 4.to lugar       |
| 2020–21          | Liga de Campeones       | Grupo H            | Manchester United        | 2-1              | 1-4              | 4.to lugar       |
| 2022-23          | Liga Europa Conferencia | 2.ª clasificatoria | Maccabi Netanya          | 1-1              | 1-0              | 2-1              |
| 2022-23          | Liga Europa Conferencia | 3.ª clasificatoria | Breiðablik               | 3-0              | 3-1              | 6-1              |
| 2022-23          | Liga Europa Conferencia | Play-Off           | Royal Antwerp            | 1-1              | 3-1              | 4-2              |
| 2022-23          | Liga Europa Conferencia | Grupo A            | Heart of Midlothian      | 3-1              | 4-0              | 1.er lugar       |
| 2022-23          | Liga Europa Conferencia | Grupo A            | Fiorentina               | 3-0              | 1-2              | 1.er lugar       |
| 2022-23          | Liga Europa Conferencia | Grupo A            | RFS                      | 3-0              | 0-0              | 1.er lugar       |
| 2022-23          | Liga Europa Conferencia | Octavos            | Gent                     | 1-1              | 1-4              | 2-5              |

## Palmarés
Nota: en negrita competiciones vigentes en la actualidad.
Torneos nacionales (4)
| Competición nacional            | Títulos          | Subtítulos                |
| ------------------------------- | ---------------- | ------------------------- |
| Superliga de Turquía (1/2)      | 2019-20          | 2016-17, 2018-19          |
| Copa de Turquía (0/3)           |                  | 2010-11, 2016-17, 2022-23 |
| Supercopa de Turquía (0/1)      |                  | 2021                      |
| Segunda División de Turquía (1) | 2013-14          |                           |
| Tercera División de Turquía (2) | 1992-93, 1996-97 |                           |